# Formica glacialis
Formica glacialis är en myrart som beskrevs av Wheeler 1908. Formica glacialis ingår i släktet Formica och familjen myror. Inga underarter finns listade i Catalogue of Life.

## Bildgalleri

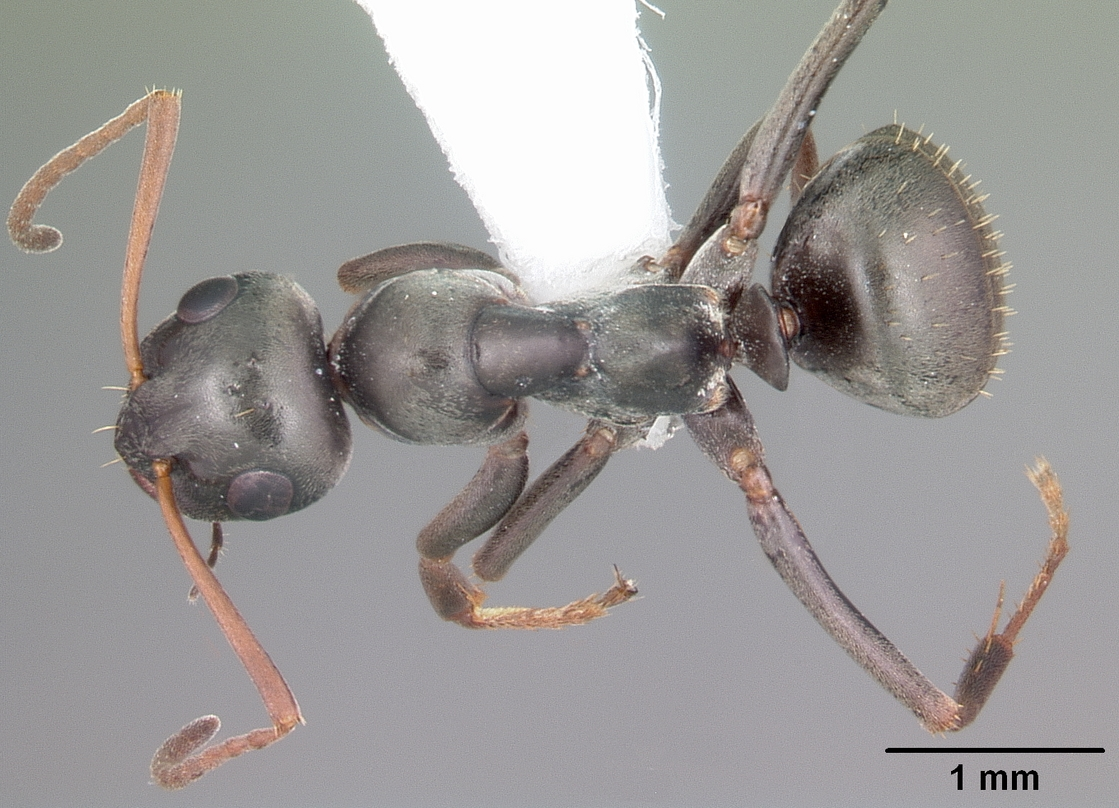
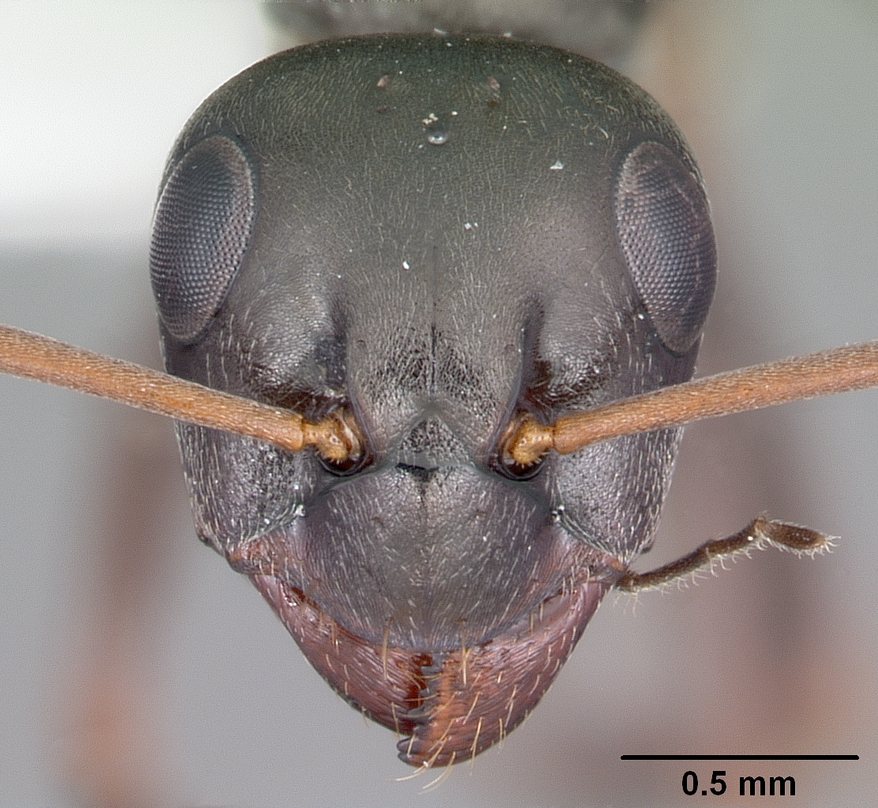
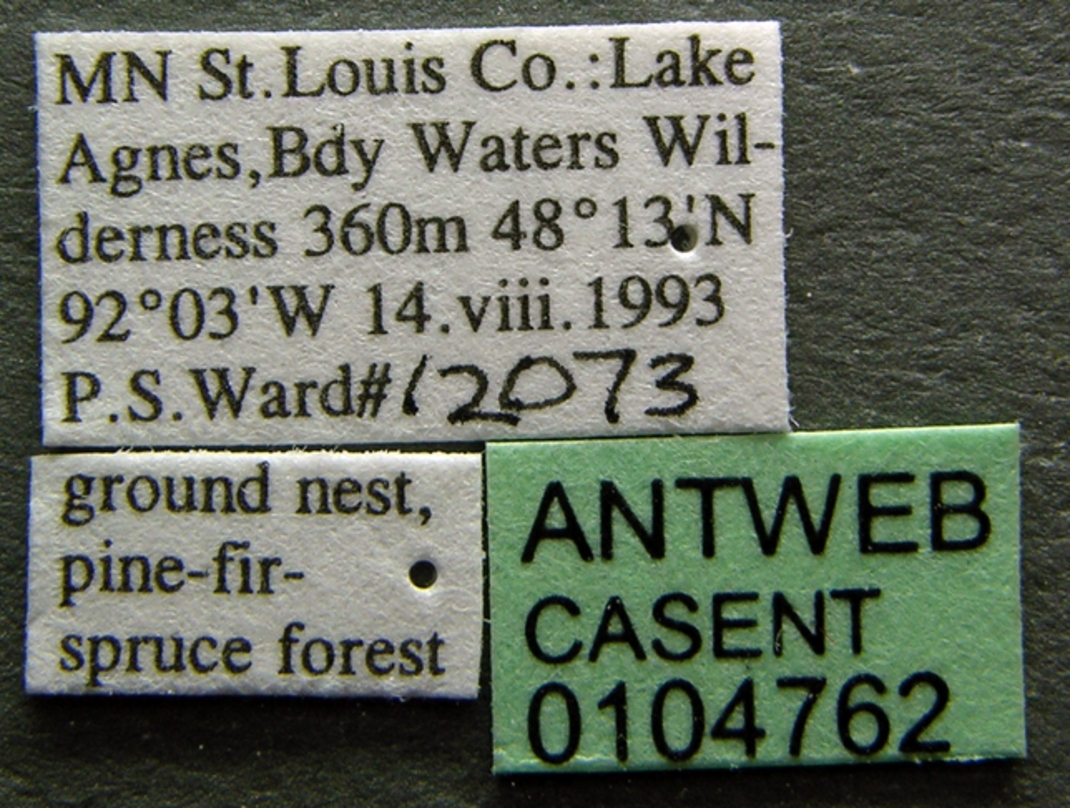
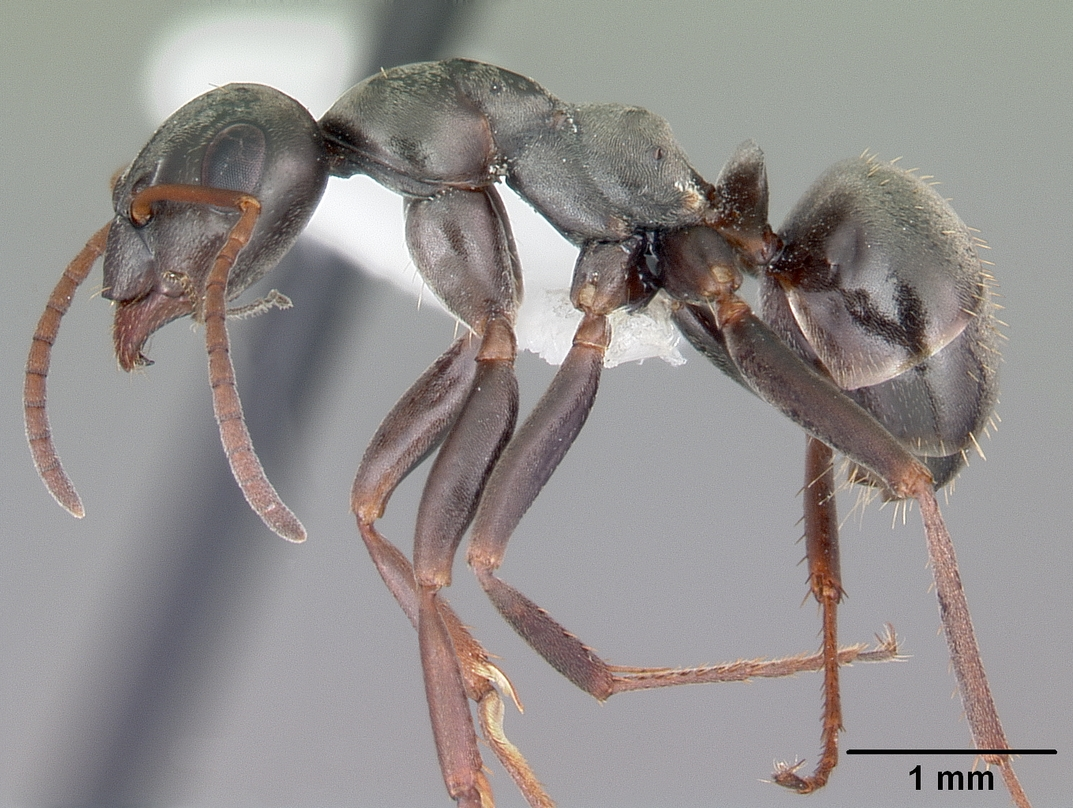
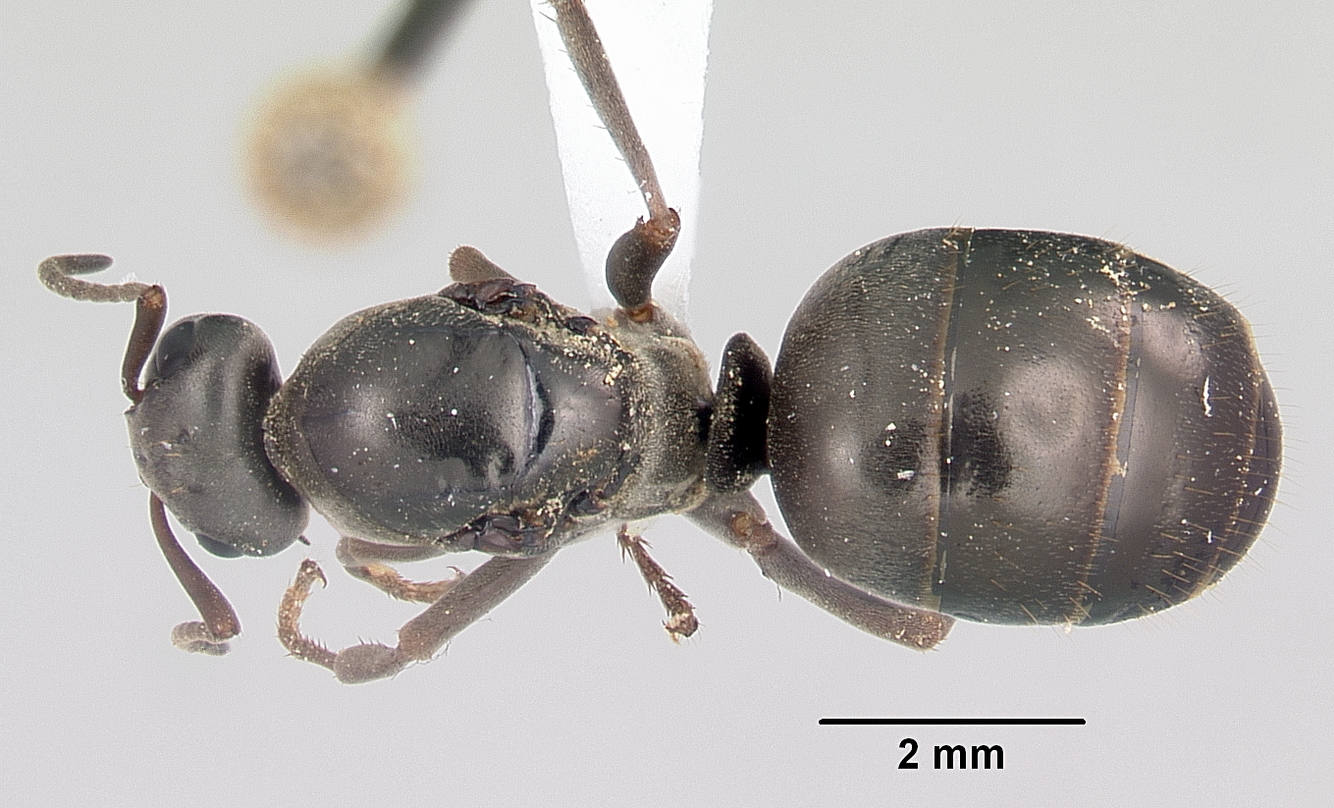
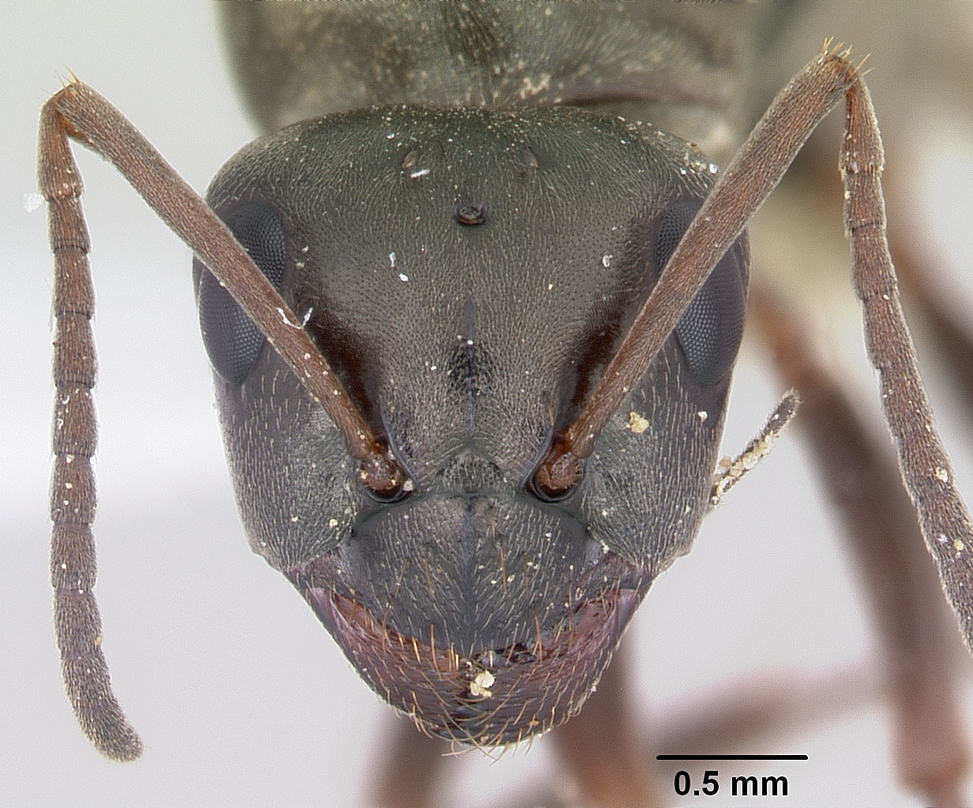